# Teoria do stakeholder

## Definição
A palavra portuguesa “acionista”, ou proprietário de ações, é traduzida pela palavra inglesa “stockholder” (ou, mais comumente, "shareholder"), isto é, “pessoa que possui ações que lhe dão direito sobre uma parte da empresa” e também da empresa.
Já a palavra “stakeholder” é um conceito mais amplo que inclui o “stockholder”, o proprietário de ações de uma empresa.
A palavra “stakeholder”, portanto, traz embutida um trocadilho com a palavra “stockholder”.
Também em inglês, “stake” é o valor econômico associado ao resultado de um evento incerto. Esse evento incerto pode resultar de uma aposta em um jogo mas também no resultado econômico de um empreendimento empresarial ou pessoal.
“Stake” também significa o interesse pessoal ou emocional que as pessoas possuem não apenas nos negócios, mas também na vida, de forma geral.
Como substantivo, "stake" também significa "estaca", "suporte", "escora". Como verbo, expressa a ação de escorar, de dar suporte. Assim, também pode-se entender a expressão “stakeholder” no sentido de sua simples tradução literal, como aquele ou o que "segura uma estaca" da base de sustentação de uma empresa ou organização.
Como verbo, “to stake” significa arriscar, colocar em risco, um determinado valor (geralmente econômico) em um evento ou em um processo que possuam resultados incertos com o objetivo de tentar ganhar um outro valor (também geralmente econômico).
Assim, a palavra “stakeholder” significa “pessoa ou organização” que possui um valor econômico ou que é responsável pela guarda de um dado valor econômico que será distribuído após a solução de um evento ou processo incerto enquanto esse evento (ou processo) incerto não é resolvido.
O objetivo subjacente que define tal agente “stakeholder” é ser aquele agente que entrega um valor económico a uma determinada pessoa ou organização, que merecidamente obteve um resultado favorável.
Finalmente, neste sentido e por extensão, “stakeholders” são os agentes da sociedade que têm algum interesse em um dado negócio, mesmo que não sejam os únicos ou nem mesmo os principais interessados nesse negócio.

## Teoria de Administração de Empresas
Como teoria de administração, a Teoria do Stakeholder procura:
1) descrever quais são as pessoas e grupos de pessoas que estão servindo de “stakeholders” de uma empresa ou organização e
2) propor métodos que os administradores devem usar para dar a devida consideração aos interesses dessas pessoas ou grupos de pessoas.
Para a teoria econômica clássica, o “proprietário” é o único agente interessado, a única que realmente importa para a empresa, na hora de tomar as decisões. Aqui o “proprietário” pode ser “único” (apenas um proprietário) ou “múltiplo” (diversos sócios-proprietários) ou ainda podem ser acionistas, muitos proprietários de ações da empresa.
Não importa a forma de sua propriedade, toda empresa existe legalmente para colocar as necessidades dos proprietários em primeiro lugar quando são realizadas as tomadas de decisão que a dirigem, seja no longo ou no curto prazo.
Também nos modelos de insumo-produto da economia neoclássica, a empresa existe para criar valor para seus proprietários, a partir do valor inicial que eles colocaram para fazer sua constituição (ou para realizar sua aquisição).
Assim, a empresa deve transformar o valor investido pelo proprietário (ou pelos acionistas) em insumos (terrenos, instalações, equipamentos, processos tecnológicos, matéria-prima e trabalho) e com eles criar produtos (bens ou serviços) que possam ser vendidos no mercado para seus clientes de uma maneira tal que ocorra desse processo um retorno financeiro para os investidores. Isto é, a economia neoclássica considera que os fornecedores desses insumos também são "stakeholders", tão importantes quanto os proprietários, na tomada de decisão. Portanto, para a teoria neoclássica, os "stakeholders" já são de quatro tipos: os investidores (os proprietários), os fornecedores (de terra, de instalações, de equipamentos, de matéria-prima, de tecnologia, etc) os trabalhadores e os consumidores. Todos esses agentes econômicos devem ser levados em consideração nas tomadas de decisão da empresa.
Mas a Teoria do Stakeholder vai além. Freeman afirma que existem muitas outros componentes da sociedade que devem ser levadas em consideração na tomada de decisão da empresa: organismos governamentais, grupos políticos, organizações não-governamentais, as associações de empresas, os sindicatos de trabalhadores, associações de consumidores, os potenciais empregados, os potenciais clientes, as comunidades em que elas existem ou das quais obtém recursos e, na verdade, a sociedade como um todo. Mesmo as empresas competidoras podem ser consideradas como “stakeholders”, na hora da tomada de decisão.
A Teoria do Stakeholder propõe uma estratégia de somar visão econômica dos recursos à visão econômica de mercado ao mesmo tempo em que incorpora uma visão sociológica e política da sociedade, o sistema maior em que a empresa está situada, para as tomadas de decisão.
Este enfoque é usado para identificar os possíveis “stakeholders” de uma empresa (ou organização) e para examinar as condições nas quais estes possíveis “stakeholders” transformam-se em “stakeholders”, ou seja, quais agentes possuem fatores de importância que os tornam “stakeholders” de fato.
Numa abordagem com grande destaque nas modernas teorias éticas e da responsabilidade social dos stakeholders, a teoria dos stakeholders defende que a empresa não deve pautar-se apenas pelo interesse dos acionistas/proprietários mas também pelos interesses dos outros stakeholders (partes interessadas), nomeadamente os empregados, gestores, comunidade local, clientes e fornecedores.
A teoria Stakeholders, encara, pois, a empresa como centro de constelação de interesses de indivíduos e grupos que afetam ou podem ser afetados pela atividade da empresa, e que com legitimamente procuram influenciar os processos de decisão, com o objetivo de obter benefícios para os interesses que defendem ou representam.
Desta forma a empresa sente-se responsável perante a comunidade em geral e, em particular, perante todos quantos possam reclamar-se de "parte interessada" na atividade da mesma.
Esta postura da empresa é ambiciosa, na medida em que lhe é exigido gerir de modo equilibrado os interesses dos vários stakeholders, sendo de admitir, portanto, que a empresa é eticamente responsável, ou seja, não se limita ao mero cumprimento dos normativos legais, mas também se comporta de acordo com o que os vários stakeholders esperam dela.
Alguns autores sustentam que a Teoria do “Stakeholder” deve buscar identificar as normas morais e filosóficas da operação e de gerenciamento da empresa.
Outros autores procuram construir uma tipologia sobre as características de “força” (o atributo que uma pessoa ou organização possui para impor sua vontade em um relacionamento), de legitimidade (estruturas ou comportamentos socialmente aceitos ou esperados) e de urgência (isto é, a “sensibilidade ao tempo” ou a “criticalidade” que fazem parte do discurso do potencial “stakeholder”). Por exemplo: Forte-e-elegítimo, Forte-e-urgente, Fraco-e-legítimo, Fraco-e-urgente, Forte-e-ilegítimo, Forte-e-não-urgente, Legítimo-e-urgente e Ilegítimo-e-não-urgente.
FRIEDMAN E MILES (2002)  exploraram as implicações das relações conflituosas entre “stakeholders” e organizações introduzindo distinções entre interesses compatíveis e incompatíveis e entre conexões necessárias e contingentes como atributos adicionais para examinar as configurações destes relacionamentos.
Blattberg  critica a Teoria do “Stakeholder” porque ela pressupõe que os interesses dos vários “stakeholders” podem ser de alguma forma equilibrados entre si, uns com os outros. Blattberg considera que esta visão deriva da ênfase na negociação como modo principal de resolver conflitos entre os interesses dos diversos “stakeholders”. Assim, recomenda a palavra “conversação” ao invés de “negociação” (Talvez porque a palavra negociação implique em comprometimento em obter uma solução “amigável”) e defende uma concepção “patriótica” da empresa (ou da organização) como alternativa à Teoria do “stakeholder”.